# 2024 au Mali
Chronologie du Mali
- 2020
- 2021
- 2022
- 2023
- 2024
- 2025
- 2026
- 2027
- 2028

Cet article présente les faits marquants de l'année 2024 au Mali ou relatifs au Mali .

## Évènements

### Août
- 4 août : cessation immédiate des relations diplomatiques avec l'Ukraine accusée d'être impliqué dans une lourde défaite de l'armée malienne et du groupe Wagner contre des djihadistes[1].
- 23 août : le gouvernement déclare l'état de catastrophe nationale à la suite des inondations à répétition depuis le début de la saison des pluies, en juin  [2].

### Septembre
- 17 septembre : le  JNIM revendique une attaque à l'aéroport de Bamako qui fait de nombreuses victimes[3].

### Novembre
- 20 novembre : le militant islamiste al-Hassan Ag Abdoul Aziz (en) est condamné à dix ans d'emprisonnement par la Cour pénale internationale (CPI)[4].

## Décès
- Juillet : Anton Ielizarov, militaire russe, commandant du groupe Wagner, probablement tué lors de la bataille de Tinzawatène au Mali
- 19 juillet : Toumani Diabaté, musicien
- 8 octobre : Mariam Sissoko, épouse du président malien Moussa Traoré
- 17 novembre : Siaka Toumani Sangaré, personnalité politique